# Sygnał (serial telewizyjny)
Sygnał (kor. 시그널, MOCT: Sigeuneol) – południowokoreański serial telewizyjny z 2016 roku transmitowany na antenie tvN. Serial miał swoją premierę 22 stycznia 2016 roku, liczy 16 odcinków. Był inspirowany serią morderstw, które miały miejsce w Hwaseong. Serial był dostępny z napisami w języku polskim za pośrednictwem platformy Viki, pod tytułem Sygnał.

## Opis fabuły
Park Hae-young z powodu przykrych doświadczeń z organami władzy w przeszłości, pała szczerą nienawiścią do policjantów, jednakże, mimo to, kończy właśnie pracując jako profiler w policji. W wyniku niewypełnienia rozkazu swojego przełożonego i ujawnienia publicznie wyników śledztwa starej, nierozwiązanej sprawy morderstwa dziecka, która docelowo miałaby być „zamieciona pod dywan”, zostaje w ramach kary przypisany do specjalnie utworzonej jednostki zajmującej się starymi sprawami niewyjaśnionymi. Do jednostki zostaje przydzielona z tego samego powodu także Cha Soo-hyun – policjantka z 15-letnim stażem i o wybuchowym temperamencie. We wszystko zamieszane jest także stare walkie-talkie, które umożliwia komunikację z policjantem żyjącym w przeszłości – Lee Jae-hanem, którego los w teraźniejszości jest nieznany. Dzięki różnicy czasu detektywi nie tylko mogą rozwiązać tajemnice zbrodni, ale nawet zapobiec ich popełnieniu.

## Obsada

### Główna
- Lee Je-hoon jako Park Hae-young
  - Kim Hyun-bin jako młody Hae-young
- Kim Hye-soo jako Cha Soo-hyun
- Cho Jin-woong jako Lee Jae-han

### Postacie drugoplanowe
Funkcjonariusze policji
- Jang Hyun-sung jako Kim Bum-joo
- Jung Hae-kyun jako Ahn Chi-soo
- Kim Won-hae jako Kim Kye-chul
- Jung Han-bi jako Oh Yoon-seo
- Lee Yoo-jun jako Jung Han-ki
- Kim Min-kyu jako Hwang Eui-kyung

Inni
- Kang Chan-hee jako Park Sun-woo
- Oh Yeon-ah jako Yoon Soo-ah
- Lee Young-eun jako Kim Yoon-jung
- Lee Si-ah jako Kim Won-kyung
- Son Hyun-joo jako Jang Young-chul

Cameo
- Oh Yeon-ah jako Yoon Soo-ah (odc. 1-2)
- Lee Young-eun jako Kim Yoon-jung (odc. 1-2)
- Lee Si-ah jako Kim Won-kyung (odc. 2-4)
- Kim Jung-young jako ciotka Won-kyunga (odc. 2-4)
- Kim Ki-cheon jako Lee Chun-goo (odc. 3-4)
- Lee Dong-ha jako Han Se-kyu (odc. 5-8)
- Jung Suk-yong jako Oh Kyung-tae (odc. 5-7)
- Park Si-eun jako Oh Eun-ji (odc. 5-6)
- Choi Woo-ri jako Shin Yeo-jin (odc. 5-6)
- Yoo Ha-bok jako Shin Dong-Hoon (odc. 5-7)
- Son Hyun-joo jako Jang Young-chul (odc. 7, 11, 14, 16)
- Lee Eun-woo jako Shin Da-hye (odc. 7-8)
- Lee Sang-yeob jako Kim Jin-woo (odc. 9-11)
- Lee Chae-kyung jako matka Jin-woo (odc. 10)
- Seo Eun-ah jako Yoo Seung-yeon (odc. 10-11)
- Shin Yi-joon jako młody Kang Hye-seung (odc. 11-14)
- Kim Woo-suk jako Lee Dong-Jin (odc. 12-14)
- Hwang Seung-un jako Han Do-yeon (odc. 13)
- Jeon Su-ji jako dorosły Kang Hye-seung (odc. 13-14)
- Seo Ji-hoon jako Jang Tae-jin (odc. 14)

## Ścieżka dźwiękowa
| 2016 | „Hoesang (회상)” (Jang Bum-joon)                     | 9  | - KOR: 401 791+ | Part 1 |
| 2016 | „Tteonaya hal geu salam (떠나야 할 그 사람)” (INKII) | 83 | - KOR: 20 856+  | Part 2 |
| 2016 | „Naneun neoleul (나는 너를)” (Jung Cha-sik)          | –  | - KOR: 15 643+  | Part 3 |
| 2016 | „Gil (길)” (Kim Yoon-ah)                             | 24 | - KOR: 183 169+ | Part 4 |
| 2016 | „Haengboghan salam (행복한 사람)” (Jo Dong-hee)      | –  |                 | Part 5 |
| 2016 | „Kkoch-ip (꽃잎)” (Leesa)                            | –  | - KOR: 13 954+  | Part 6 |
| 2016 | "—" oznacza, że wydawnictwo nie było notowane.       |    |                 |        |

## Oglądalność
| No. | Data emisji | Oglądalność | Oglądalność |
| No. | Data emisji | AGB Nielsen | TNmS        |
| --- | ----------- | ----------- | ----------- |
| 1   | 2016.01.22  | 5,415%      | 6,4%        |
| 2   | 2016.01.23  | 6,926%      | 6,1%        |
| 3   | 2016.01.29  | 8,239%      | 8,5%        |
| 4   | 2016.01.30  | 7,666%      | 7,5%        |
| 5   | 2016.02.05  | 7,789%      | 7,6%        |
| 6   | 2016.02.06  | 7,077%      | 7,3%        |
| 7   | 2016.02.12  | 8,612%      | 9,0%        |
| 8   | 2016.02.13  | 7,784%      | 8,6%        |
| 9   | 2016.02.19  | 7,803%      | 8,4%        |
| 10  | 2016.02.20  | 9,195%      | 8,7%        |
| 11  | 2016.02.26  | 10,456%     | 8,8%        |
| 12  | 2016.02.27  | 10,065%     | 9,2%        |
| 13  | 2016.03.04  | 9,667%      | 9,7%        |
| 14  | 2016.03.05  | 11,120%     | 10,6%       |
| 15  | 2016.03.11  | 10,772%     | 9,8%        |
| 16  | 2016.03.12  | 12,544%     | 12,8%       |

## Remaki
W lutym 2018 roku przedstawiciel Studio Dragon poinformował, że japońska stacja Kansai TV nabyła prawa do nakręcenia remake'u. Serial zatytułowany został Signal: Chōki mikaiketsu jiken sōsahan (jap. シグナル 長期未解決事件捜査班) i wyemitowany w 2018 roku.
23 października 2019 roku chiński remake serialu, Shíkōng láidiàn (chiń. 时空来电), miał swoją premierę na Tencent Video.

## Nagrody i nominacje
| Rok  | Nagroda                     | Kategoria                                                   | Wynik     | Źródło               |
| ---- | --------------------------- | ----------------------------------------------------------- | --------- | -------------------- |
| 2016 | 52. Baeksang Arts Awards    | Najlepsza aktorka pierwszoplanowa (telewizja) (Kim Hye-soo) | Wygrana   | [ 18 ] [ 19 ] [ 20 ] |
| 2016 | 52. Baeksang Arts Awards    | Najlepszy serial telewizyjny                                | Wygrana   | [ 18 ] [ 19 ] [ 20 ] |
| 2016 | 52. Baeksang Arts Awards    | Najlepszy scenariusz telewizyjny (Kim Eun-hee)              | Wygrana   | [ 18 ] [ 19 ] [ 20 ] |
| 2016 | 52. Baeksang Arts Awards    | Najlepszy reżyser telewizyjny (Kim Won-seok)                | Nominacja | [ 18 ] [ 19 ] [ 20 ] |
| 2016 | 52. Baeksang Arts Awards    | Najlepszy aktor pierwszoplanowy (telewizja) (Cho Jin-woong) | Nominacja | [ 18 ] [ 19 ] [ 20 ] |
| 2016 | 9. Korea Drama Awards       | Najlepszy serial                                            | Nominacja | [ 21 ]               |
| 2016 | 9. Korea Drama Awards       | Najlepszy scenariusz (Kim Eun-hee)                          | Nominacja | [ 21 ]               |
| 2016 | 9. Korea Drama Awards       | Najlepszy reżyser produkcji (Kim Won-seok)                  | Nominacja |                      |
| 2016 | 5th APAN Star Awards        | Najlepszy scenarzysta (Kim Eun-hee)                         | Wygrana   |                      |
| 2016 | 5th APAN Star Awards        | Top Excellence Award, Actor in a Miniseries (Cho Jin-woong) | Wygrana   |                      |
| 2016 | 5th APAN Star Awards        | Top Excellence Award, Actress in a Miniseries (Kim Hye-soo) | Nominacja |                      |
| 2016 | tvN10 Awards                | Wielka nagroda (Daesang) (Cho Jin-woong)                    | Wygrana   | [ 22 ]               |
| 2016 | tvN10 Awards                | Najlepszy aktor (Cho Jin-woong)                             | Nominacja |                      |
| 2016 | tvN10 Awards                | Najlepszy aktor (Lee Je-hoon)                               | Nominacja |                      |
| 2016 | tvN10 Awards                | Najlepsza aktorka (Kim Hye-soo)                             | Wygrana   | [ 22 ]               |
| 2016 | tvN10 Awards                | Nagroda reżysera (Lee Je-hoon)                              | Wygrana   | [ 22 ]               |
| 2016 | tvN10 Awards                | Scene Stealer Actor (Jang Hyun-sung)                        | Nominacja |                      |
| 2016 | tvN10 Awards                | Content Main Prize (Bonsang)                                | Wygrana   |                      |
| 2016 | 1. Asia Artist Awards       | Nagroda główna (Daesang) (Cho Jin-woong)                    | Wygrana   |                      |
| 2016 | 1. Asia Artist Awards       | Nagroda główna (Daesang) (Kim Hye-soo)                      | Nominacja |                      |
| 2016 | 1. Asia Artist Awards       | Best Celebrity Award, Actor (Lee Je-hoon)                   | Nominacja |                      |
| 2016 | 18. Mnet Asian Music Awards | Best OST (Jang Beom-jun za "I Will Forget You")             | Nominacja |                      |
| 2016 | Korea Content Awards        | Presidential Commendation Award (Kim Eun-hee)               | Wygrana   |                      |
| 2017 | 5th CARI K Drama Awards     | Serial roku (Signal)                                        | Wygrana   |                      |
| 2017 | 5th CARI K Drama Awards     | Najlepszy reżyser (Kim Won-seok)                            | Wygrana   |                      |
| 2017 | 5th CARI K Drama Awards     | Najlepszy scenariusz (Kim Eun-hee)                          | Wygrana   |                      |
| 2017 | 5th CARI K Drama Awards     | Najlepszy aktor (Cho Jin-woong)                             | Wygrana   |                      |
| 2017 | 5th CARI K Drama Awards     | Najlepsza aktorka (Kim Hye-soo)                             | Wygrana   |                      |
| 2017 | 5th CARI K Drama Awards     | PD's award for The Best Ensemble Cast (Signal)              | Wygrana   |                      |
| 2017 | 5th CARI K Drama Awards     | Najlepsze zdjęcia (Signal)                                  | Nominacja |                      |
| 2017 | 5th CARI K Drama Awards     | Najlepsza muzyka (Signal)                                   | Nominacja |                      |